# USS Norfolk (DL-1)
Lo USS Norfolk (hull classification symbol DL-1) fu un cacciatorpediniere conduttore (inizialmente classificato come incrociatore leggero) della United States Navy, unico della sua classe, entrato in servizio nel marzo 1953. Operativa principalmente nel settore dell'oceano Atlantico, la nave rimase in servizio fino al novembre 1973 senza partecipare a particolari eventi bellici; lo scafo fu poi venduto per la demolizione il 22 agosto 1974.

## Caratteristiche

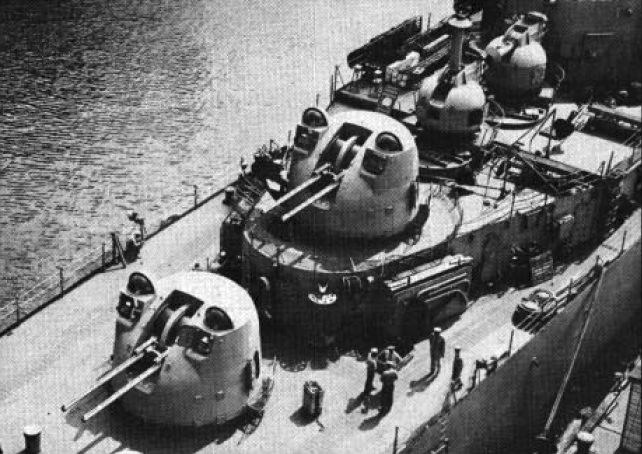
L'armamento di poppa del Norfolk con (da sinistra) le due torri binate di cannoni da 76/50 mm sovrapposte e, dietro, i due impianti lanciarazzi rotanti Weapon Alpha

Primo progetto per una importante unità di superficie elaborato negli Stati Uniti dopo il periodo della seconda guerra mondiale, il Norfolk doveva costituire il primo esemplare di una categoria di grandi navi da combattimento, classificate inizialmente come incrociatori leggeri e poi come cacciatorpediniere conduttori, destinate principalmente alla lotta antisommergibile, in particolare dopo l'entrata in servizio con la Marina militare sovietica dei sottomarini di nuova generazione della classe Whiskey; ad ogni modo, gli alti costi di realizzazione della nave spinsero il comando della Marina statunitense a cancellare la realizzazione di una seconda unità già progettata (indicata come CLK-2), e il Norfolk rimase l'unico esemplare della sua tipologia venendo utilizzato estesamente per prove e test operativi.
Lo scafo del Norfolk era lungo fuori tutto 164,6 metri, largo 16,3 e con un pescaggio massimo di 5,8 metri; la struttura dello scafo, ispirata a quella degli incrociatori classe Atlanta, teneva conto degli effetti delle armi nucleari sulle navi misurati durante i test dell'operazione Crossroads condotti nell'atollo di Bikini nel 1946, dedicando in particolare grossi sforzi per minimizzare gli effetti del fallout nucleare sull'unità. Il dislocamento standard era di 5.556 tonnellate, che salivano a 8.315 tonnellate con la nave a pieno carico di combattimento. L'apparato propulsivo si basava su due turbine a vapore alimentate da quattro caldaie Babcock & Wilcox, con una potenza complessiva di 80.000 hp; le eliche avevano un diametro insolitamente grande, in modo da consentire un'andatura lenta che risultasse difficile da individuare per un sottomarino in immersione. La velocità massima era di 33 nodi, con un'autonomia stimata in 6.000 miglia nautiche alla velocità di 20 nodi; l'equipaggio ammontava a 546 tra ufficiali e marinai.
L'armamento di artiglieria si basava su otto cannoni da 76/50 mm a impiego duale antinave/antiaereo montati in quattro torri binate, due a prua e due a poppa sovrapposte, e in sedici mitragliere antiaeree da 20 mm Oerlikon in impianti binati; l'armamento antisommergibile si basava su quattro lanciarazzi RUR-4 Weapon Alpha da 324 mm montati in installazioni rotanti poste a coppie a prua e poppa, un nuovo sistema d'arma di cui il Norfolk fu tra i primi a essere dotato, e in otto tubi lanciasiluri da 533 mm montati in postazioni fisse sulla sovrastruttura. Un progetto per dotare la nave del nuovo missile antiaereo RIM-2 Terrier fu accantonato a causa degli alti costi per la conversione, ma nel 1960 la nave fu dotata di un lanciatore a otto celle per missili ASROC antisommergibili, installato al posto dei due lanciarazzi Weapon Alpha di poppa. Gli apparati sensoristici comprendevano un impianto radar SPS-6 e impianti sonar SQG-1 e QHB, poi sostituiti da modelli più avanzati.

## Storia

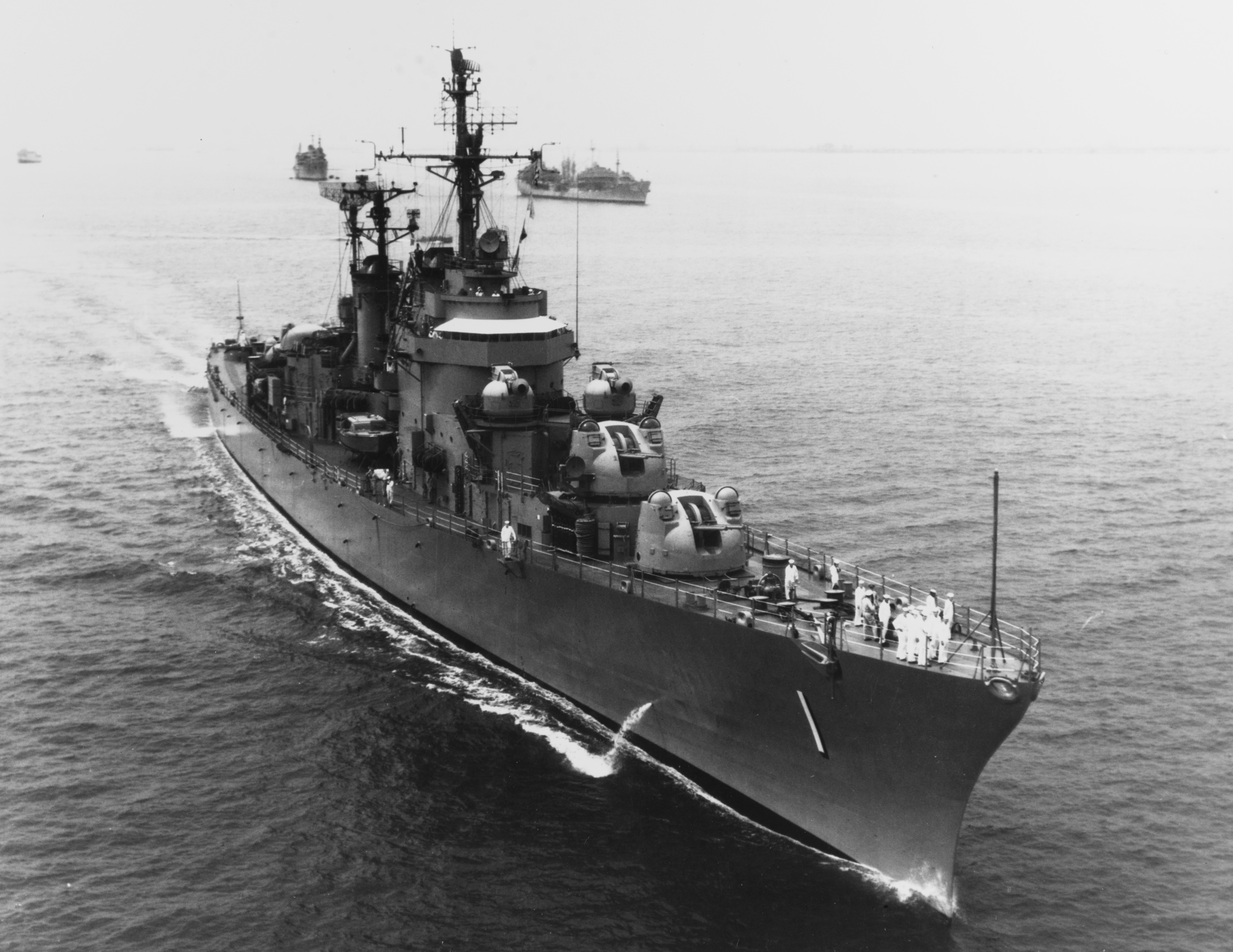
Il Norfolk visto di prua

Impostata nei cantieri della New York Shipbuilding Corporation di Camden il 1º settembre 1949, la nave venne varata il 29 dicembre 1951 con il nome di Norfolk in onore dell'omonima città statunitense sede della più importante base navale della United States Navy; madrina del varo fu Betty King Duckworth. La nave entrò poi in servizio il 4 marzo 1953 agli ordini del capitano Clarence Matheson Bowley.
Dopo il suo viaggio inaugurale ai Caraibi nel febbraio 1954, il Norfolk fu assegnato alla United States Atlantic Fleet operando come nave ammiraglia delle Destroyer Flotilla 2, 4 e 6; tra il 1956 e il 1957 ricoprì l'incarico di nave ammiraglia per il comando cacciatorpediniere della Atlantic Fleet e di nave di bandiera dell'ammiraglio Jerauld Wright, Supreme Allied Commander Atlantic della NATO. Il 10 maggio 1960, durante uno spiegamento nella zona degli Stretti della Florida, la nave sfiorò la collisione con un vascello cubano che la tallonava.
Nel 1961 il Norfolk prese parte all'esercitazione UNITAS II come nave ammiraglia del Commander Cruiser Destroyer Flotilla 2, conducendo operazioni di addestramento insieme a unità navali di Venezuela, Colombia, Ecuador, Perù, Cile, Argentina, Uruguay e Brasile; questo impiego fu poi ripetuto per i cinque anni seguenti, durante i quali l'unità servì come nave ammiraglia del Commander South Atlantic Forces, tranne che nel 1962 quando fu nave ammiraglia del Commander Cruiser Destroyer Forces Atlantic Fleet. Tra il 28 novembre e il 16 dicembre 1966 il Norfolk diresse l'esercitazione LANTFLEX 66, durante la quale fu tallonata dalle navi di sorveglianza sovietiche Repiter e Teodilit; alla fine del 1967 l'unità mise nuovamente in mostra le sue capacità antisommergibili durante l'esercitazione UNITAS VIII.
Tra il 17 aprile e il 15 ottobre 1968 il Norfolk servì come nave ammiraglia del Commander Middle East Forces, operando nella zona del Medio Oriente e visitando vari porti nella regione spingendosi fino alle acque dell'India e del Pakistan per poi proseguire alla volta dell'oceano Pacifico toccando l'Australia, la Nuova Zelanda, Tahiti, il Messico e il canale di Panama. Al termine di questo viaggio, la nave fu dislocata a Norfolk dove fu ritirata dal servizio attivo il 15 gennaio 1970 venendo assegnata alla Atlantic Reserve Fleet. Radiata ufficialmente il 1º novembre 1973, la nave fu infine venduta per la demolizione il 22 agosto 1974.